# Comuna de Kostomłoty
Kostomłoty (polaco: Gmina Kostomłoty) é uma gminy (comuna) na Polónia, na voivodia de Baixa Silésia e no condado de Średzki (dolnośląski). A sede do condado é a cidade de Kostomłoty.
De acordo com os censos de 2004, a comuna tem 6941 habitantes, com uma densidade 47,5 hab/km².

## Área
Estende-se por uma área de 146,25 km², incluindo:
- área agricola: 88%
- área florestal: 4%

## Demografia
Dados de 30 de Junho 2004:
|                      | Total   | Total | Mulheres | Mulheres | Homens  | Homens |
| -------------------- | ------- | ----- | -------- | -------- | ------- | ------ |
|                      | pessoas | %     | pessoas  | %        | pessoas | %      |
| População            | 6941    | 100   | 3467     | 49,9     | 3474    | 50,1   |
| Densidade (pop./km²) | 47,5    | 100   | 23,7     | 23,7     | 23,8    | 23,8   |

De acordo com dados de 2002, o rendimento médio per capita ascendia a 1174,6 zł.

## Comunas vizinhas
- Kąty Wrocławskie, Mietków, Miękinia, Środa Śląska, Udanin, Żarów